# Herminius mons
Herminius mons – łańcuch górski na Półwyspie Iberyjskim (dziś: południowa Portugalia), ciągnący się między rzekami Durius i Tagus.